# Pseudoleria vulgaris
Pseudoleria vulgaris är en tvåvingeart som beskrevs av Garrett 1925. Pseudoleria vulgaris ingår i släktet Pseudoleria och familjen myllflugor. Inga underarter finns listade i Catalogue of Life.